# John Kappler
John W. Kappler (Baltimora, 22 dicembre 1943) è un immunologo statunitense, professore nel Dipartimento di Immunologia Integrata presso il National Jewish Medical and Research Center.

## Biografia
Le sue principali ricerche vedono come oggetto i recettori delle cellule T, in collaborazione con sua moglie, Philippa Marrack. Nel 1983 scoprirono il recettore delle cellule T, insieme a Ellis Reinherz e James Allison.

## Premi
- 1986 – Investigatore nominato, Howard Hughes Medical Institute
- 1989 – Membro eletto, United States National Academy of Sciences
- 1993 - Cancer Research Institute, Premio William B. Coley
- 1994 – Premio Louisa Gross Horwitz Prize per la biologia e la biochimica